# アドベンチャーセラピー

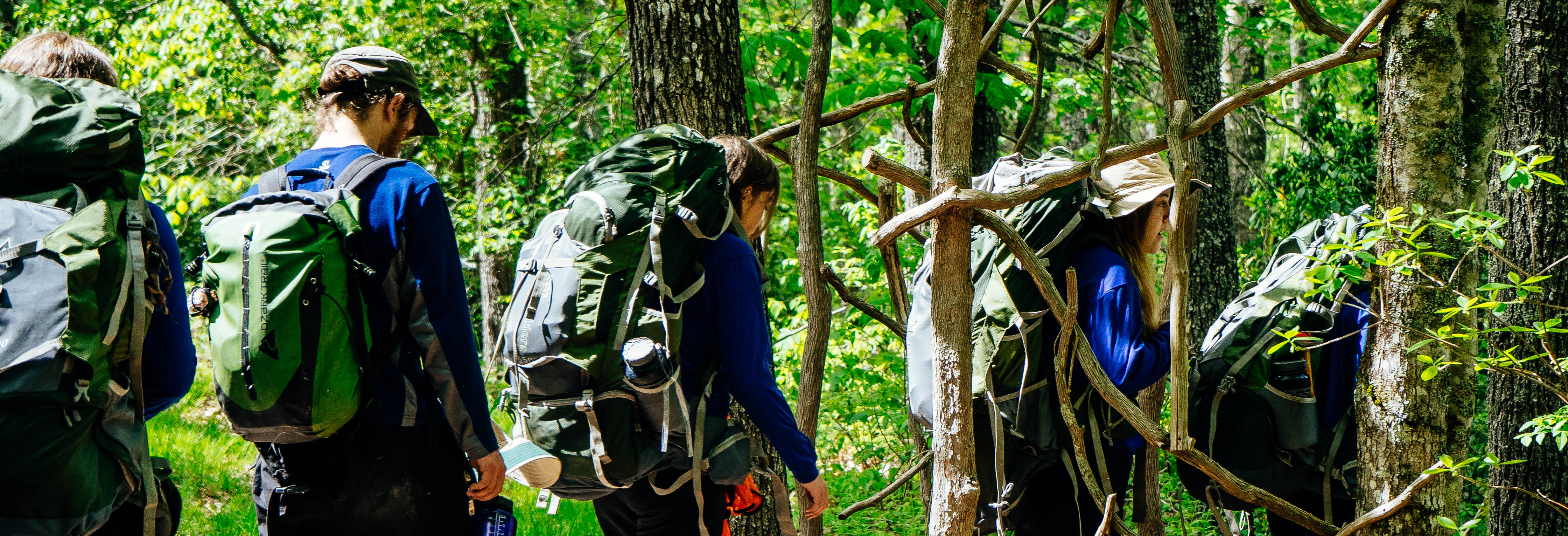
野外療法のバックパッキング

アドベンチャーセラピー（Adventure therapy）は、1960年代に考案された心理療法である。 
さまざまな学習理論や心理学理論の影響を受けている。体験教育が根底にあるという考えで、アドベンチャーセラピーに関する研究では、自己概念と自尊心の向上、援助を求める行動、相互扶助の増加、向社会的行動、信頼できる行動などにおいて肯定的な結果が報告されている。ただし、これらの結果を生み出すプロセスについては意見の相違がある。